# محيي الدين المغربي
مُحْيِي اَلدِّينِ أَبُو الفَتْحِ يَحِيَى بْنْ مُحَمَّدْ بْنْ أَبِي اَلشُكْرِ اَلمَغْرِبِي المعروف بـ«محيي الدين المغربي» أو ابن أبي الشكر (ت. 682 هـ / 1283م)، هو فلكي ورياضياتي مسلم. ويعرف بالحكيم المغربي وبأبي الفتح. عمل في مرصد مراغة مع الطوسي.
درس أبو الفتح محيي الدين المغربي كتاب شكل القطاع لنصير الدين الطوسي دراسة متأنية، ولذا قرر أن يكتب كتابه شكل القطاع الذي يمتاز بأصالة المعلومات التي تضمنها وخاصة فيما يتعلق بالمثلث الكروي القائم الزاوية، وقد نال من تأليفه كتاب شكل القطاع سمعة عظيمة ليس فقط في المشرق العربي ولكن أيضًا في المغرب العربي.
طلب أبو الفتح غريغوريوس المطلي (المُتوفي سنة 685 هجرية) من أبي الفتح محيي الدين المغربي أن يدرس كتاب المجسطي لبطليموس ويقدم ملاحظاته عليه، ولكنه بعد الدراسة الدقيقة، وجد أنه من الضروري كتابة كتاب حول المجسطي سماه خلاصة المجسطي وأهدى نسخة منه إلى نصير الدين الطوسي رئيس مرصد مراغة، فأُعجب بهذه الهدية ووضعها في مكتبة مرصد مراغة لكي تكون مرجعًا لطلاب العلم والباحثين في مجال علم الفلك.
نال محيي الدين المغربي شهرة مرموقة من كتابه تاج الأزياج وغنية المحتاج، الذي جمع فيه معلوماته الفلكية والجغرافية ورتبها ترتيبًا تاريخيًا فريدًا، لذا صار كتابه هذا من أهم المصادر للباحثين وطلاب العلم في علمي الفلك والجغرافيا عبر العصور.
ويذكر جورج سرتون في كتابه المدخل إالى تاريخ العلوم، المجلد الثاني، الجزء الثاني أن ابن أبي الشكر المغربي كان من المغرمين بعلم الهندسة، لذا فقد ترجم بعض الكتب اليونانية الثمينة، والتي لا يستغنى عنها باحث في العلوم التجريبية مثل كتاب هندسة إقليدس، ومخروطات أبولونيوس، وكريات ثيوذوسيوس، وكتاب منالاوس في الكرة.
كان محيي الدين المغربي دقيقُا في أعماله، لذا رأى انه من الضروري التحقق من النظريات الفلكية التي ورثها من علماء اليونان وعلماء الهنود وعلماء العرب والمسلمين، فقاده هذا إلى تطوير الأسطرلاب الإسلامي الذي كان من أهم وسائل الرصد آنذاك، فكتب كتابا في هذا الموضوع سماه كتاب تسطيح الاسطرلاب.

## أعماله

### علم الفلك

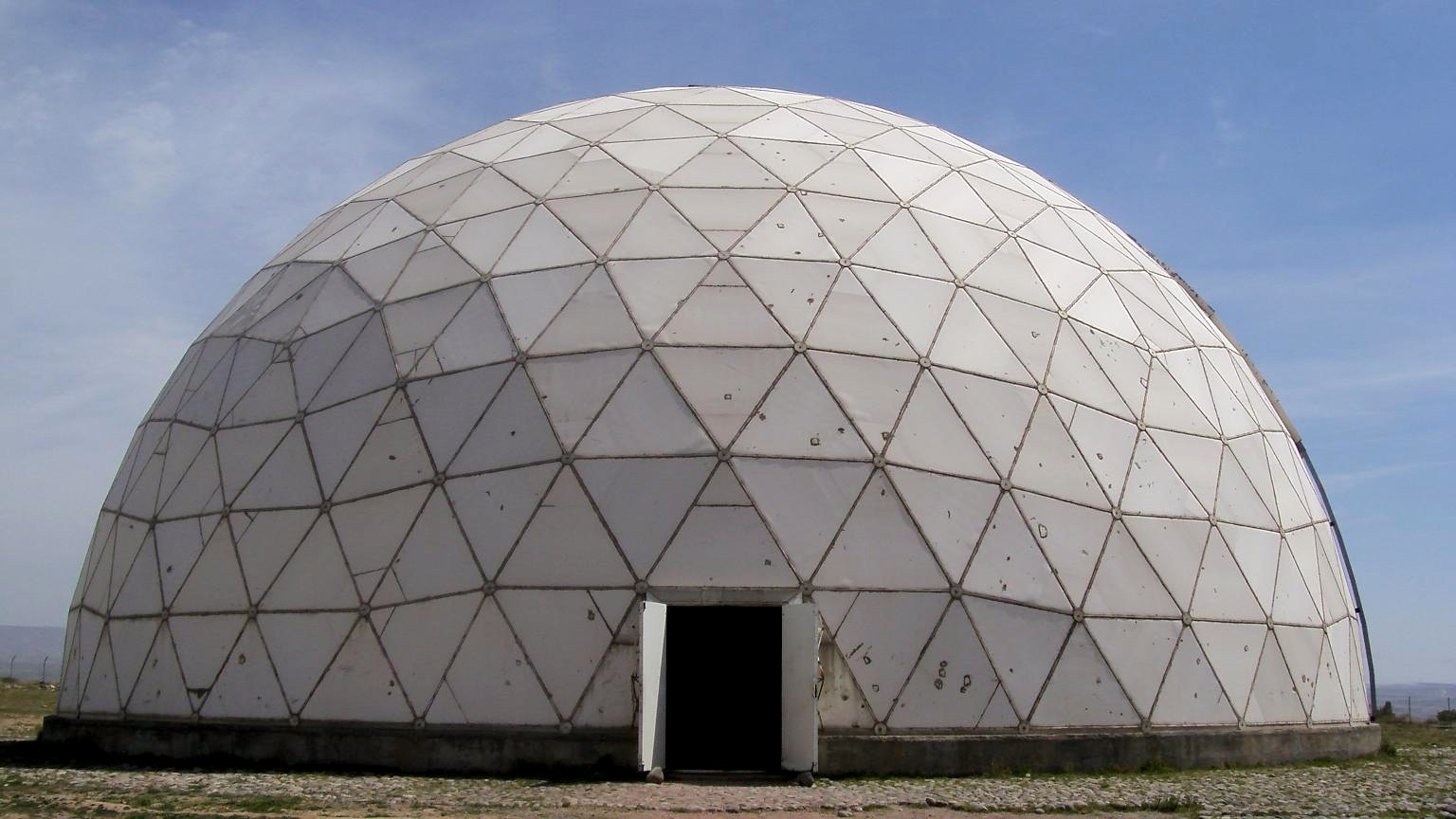
مرصد مراغة حيث قام ابن أبي الشكر بملاحظاته للكواكب.

يذكر صاحب الأعلام خير الدين الزركلي في الجزء التاسع بعضًا من مصنفات محيي الدين المغربي وهي:
- أربع مقالات في النجوم
- عمدة الحساب وغنية الطالب
- زيج التقويم الكواكب
- كفايات الاحكام على تحويل سنى العالم
- كتاب النجوم
- كتاب الاحكام على قرانات الكواكب في البروج الإثني عشر
- كتاب الجامع اصغير في أحكام النجوم
- كتاب المدخل المفيد في حكم المواليد
- مقدسات تتعلق بحركات الكواكب.[7]

عنى محيي الدين المغربي مع لفيف من علماء الفلك في مرصد مراغة تحت إشراف نصير الدين الطوسي، فكان ابن أبي الشكر محيي الدين المغربي له الريادة على الجميع، لذا نوّه نصير الدين الطوسي عن مكانته العلمية في معظم مؤلفاته في حقل علم الفلك.
اعترف بفضله على الحضارة الإنسانية كبار المؤرخين للعلوم في الغرب مثل، جورج وسوتر، وبرجر، وكول وغيرهم.

### علم الرصد والتنجيم
كانتاستخدمت الأعمال الفلكية لابن أبو الشكر المكرسة بشكل رئيسي للأبراج والكواكب في التنجيم عن المستقبل.

### علم الرياضيات
اشتهر محيي الدين بنبوغه في علم حساب المثلثات، حيث ألّف كتابًا عن نظرية مينيلوس، ودراسة حول حساب الدالة الرياضية. كما اشتهر أيضًا بتعليقاته على الأعمال الرياضية اليونانية الكلاسيكية، وعلى وجه الخصوص، تعليقه على الكتاب الخامس عشر من العناصر حول قياسات متعددات الوجوه العادية. احتوت كتاباته في علم المثلثات على بعض العناصر الأصلية.